# Tauno Marttinen
Tauno Marttinen, född 27 september 1912 i Helsingfors, död 18 juli 2008 i Janakkala, var en finländsk kompositör. Han tilldelades Pro Finlandia år 1965.
Marttinen studerade musik i Helsingfors och i Viborg. Han har komponerat tio symfonier, opera, kammarmusik m.m.